# Alain Corneau
Pour les articles homonymes, voir Corneau.
Alain Corneau, né le 7 août 1943 à Orléans (Loiret) et mort le 30 août 2010 à Paris 13e, est un réalisateur français.

## Biographie

### Enfance et études
Fils de Pierre Corneau (8 septembre 1911 - 6 juillet 2008), un vétérinaire de campagne, il grandit sur les bords de la Loire. Il fait ses études secondaires au lycée Pothier à Orléans, où en 1955-1956, son professeur d'histoire-géographie est Pierre Vidal-Naquet.
Attiré dès l'enfance par le cinéma grâce à son père, il se tourne un peu plus tard vers le jazz ; il apprend en autodidacte la batterie, qu'il pratique à Orléans au sein de diverses formations de musiciens franco-américains. Puis il décide de faire des études de cinéma et est admis à l'IDHEC.

### Carrière

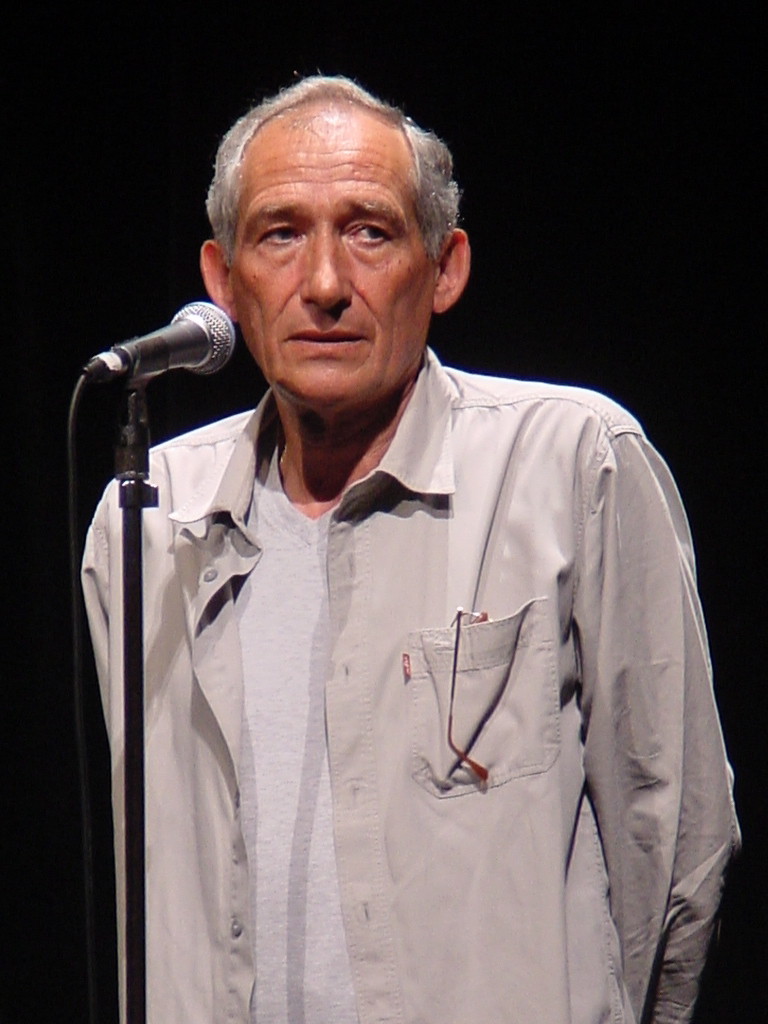
Alain Corneau au Festival du film français de Yokohama, le 19 juin 2005.

Fasciné par le cinéma américain, Alain Corneau a néanmoins abordé au cours de sa carrière un éventail de genres assez large, allant de la fresque épique avec Fort Saganne à la psychologie intimiste grâce aux Mots bleus. On retrouve fréquemment le thème de la confrontation et du départ pour un pays étranger, laissant place à une quête d'identité douloureuse.
Ses débuts de réalisateur sont marqués par le genre policier, mariant une construction narrative maîtrisée à une certaine noirceur du point de vue, souvent considérées comme des hommages aux roman et film noirs américains dont il reprend les archétypes mais en y creusant des psychologies. Après trois succès commerciaux estimables, il réalise un film à contrecourant de ses premières réalisations : Série noire, drame psychologique tranchant et d'un pessimisme profond, porté par une direction d'acteurs de premier ordre (Patrick Dewaere, Marie Trintignant, Myriam Boyer, Bernard Blier). L'œuvre imprime sa marque dans le cinéma français.
Il adapte ensuite un roman historique de Louis Gardel : Fort Saganne, et réalise ce qui est à l'époque le film le plus cher du cinéma français, avec Gérard Depardieu, Catherine Deneuve et Sophie Marceau. Il y dévoile un sens aigu du grand spectacle et de la durée, malgré des conditions de tournage difficiles dans le désert mauritanien.
Il change radicalement d'atmosphère, de lieu et d'envergure pour adapter le Nocturne indien d'Antonio Tabucchi. L'Inde, une équipe et un budget légers, un traitement intimiste et une tonalité fantasmagorique, voire onirique (rendue notamment par le travail d'Yves Angelo sur la photographie) lui permettent de se consacrer complètement à un thème déjà en filigrane dans ses films précédents : le nouveau départ, l'interrogation sur le sens de l'existence, le flou sur l'identité et les quêtes douloureuses et indélébiles pour y échapper et pour finalement se trouver.
Avec le film d'époque Tous les matins du monde, d'après un roman éponyme de Pascal Quignard, dont la musique est le vrai personnage principal, il rencontre un succès public et critique inattendu, sur un sujet quelque peu austère (l'histoire d'un compositeur français du XVIIe siècle, Marin Marais) traité sans emphase, avec un Jean-Pierre Marielle au sommet de son art. Le film est récompensé, en 1992, par sept César, dont celui de la meilleure musique, le César du meilleur film et celui du meilleur réalisateur.
Il effectue une nouvelle plongée dans un monde étranger, japonais cette fois, avec son adaptation de Stupeur et Tremblements de l'écrivaine belge Amélie Nothomb, dont l'héroïne semble montrer une identité plus mûre et un meilleur recul sur son environnement que les héros de ses premiers films.
En 2004, l'ensemble de son œuvre cinématographique est distinguée par le prix René-Clair décerné par l'Académie française.
En 2006, Grégory Marouzé lui consacre le documentaire Alain Corneau, du noir au bleu qui retrace le parcours du cinéaste, aborde sa mise en scène, ses influences et ses thèmes fondateurs.
En 2010, le prix Henri-Langlois lui est décerné pour l’exemplarité de ses choix et de son parcours cinématographique qui a su mêler avec subtilité des films de genres très divers, où la quête initiatique du ou des héros est toujours empreinte d’une grande spiritualité mêlée d’humilité et de générosité envers l’autre.
Ayant axé principalement son œuvre sur la quête d'identité, Corneau explique :

« Ce qui me perturbe aujourd'hui, surtout dans l'environnement actuel, c'est tout ce qui est très défini, la recherche d'une soi-disant pureté personnelle, puretés de civilisations… Tout ça me panique complètement. C'est un mot qui me fait peur, car c'est un mot qui aboutit au fondamentalisme, toujours. Si on accepte les différences, tout type d'influence, le fait qu'on est fait de plein de choses, à ce moment-là on n'a plus de danger, on est prêt à accepter même des choses que l'on ne comprend pas. Une chose que je ne comprends pas, je l'accepte mille fois plus qu'une chose que je comprends. »

### Mort et hommages

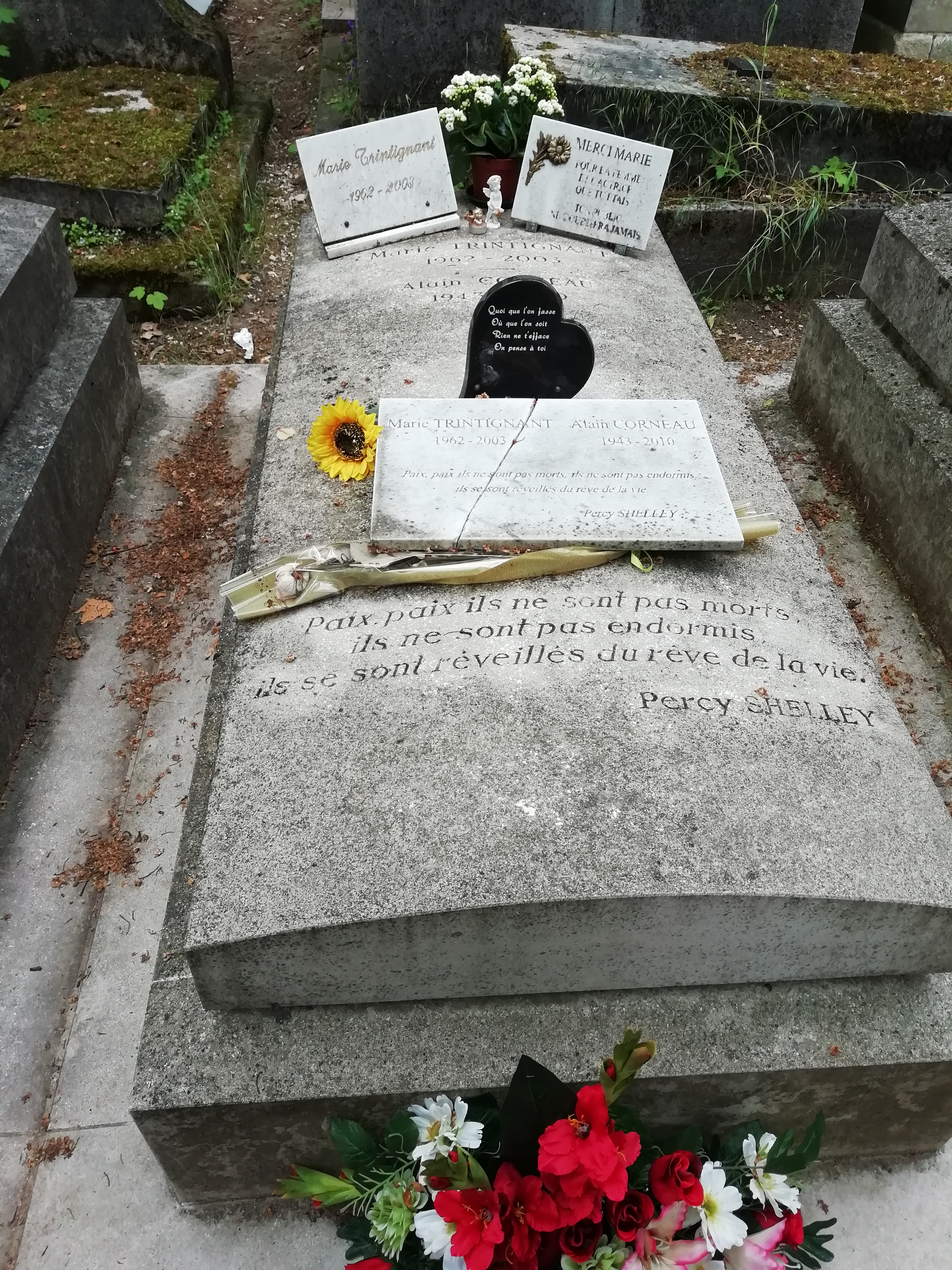
Tombe d'Alain Corneau et de Marie Trintignant au cimetière du Père-Lachaise (division 45).

Alain Corneau meurt des suites d'un cancer du poumon, dans la nuit du 29 au 30 août 2010 à Paris 13e, à l'âge de 67 ans.
Plusieurs de ses compagnons de route lui rendent hommage, parlant d'« un grand homme du cinéma, un homme absolument adorable, drôle, vif, vraiment exceptionnel » (Kristin Scott Thomas) ou de « quelqu’un qui est lui-même devenu un maître, un passionné incroyable » (Patrick Mille).
Le 4 septembre, ses proches et ses amis font leurs adieux au piano et à la viole de gambe à ce passionné de musique, inhumé dans le cimetière du Père-Lachaise (division 45) auprès de sa fille adoptive Marie Trintignant. Jordi Savall joue à cette occasion trois pièces de Marin Marais, auquel le réalisateur a rendu hommage dans Tous les matins du monde.

### Vie privée et engagements
Alain Corneau était, en l'hôtel d'Alméras à Paris 3e, dans le quartier du Marais, le compagnon de longue date de l'autrice et cinéaste Nadine Trintignant qu'il avait finalement épousée en 1998 et dont il avait adopté dans la foulée les deux enfants, Vincent et Marie, avec le consentement de leur père biologique Jean-Louis Trintignant.
Avec Nadine Trintignant, Alain Corneau faisait partie de la cellule spectacle des Comités d'alliance ouvrière, proche de l'OCI (l'Organisation communiste internationaliste), aux côtés notamment des réalisateurs et acteurs Bernard Murat, Alex Métayer, Andrée Tainsy, André Julien, Paulette Frantz, Delphine Seyrig et Dominique Labourier, organisée par le militant trotskyste Claude Bernard « Raoul » et dont Bertrand Tavernier était sympathisant. Ce dernier confirme dans ses mémoires qu'Alain Corneau, Pierre-William Glenn et Nadine Trintignant étaient des « trotskystes militants ».

## Polémique

### Relation d'emprise
En février 2024, dans le contexte des accusations de Judith Godrèche à l'encontre de Benoît Jacquot et Jacques Doillon, Sarah Grappin déclare avoir subi des agressions sexuelles de la part d'Alain Corneau dans les années 1990, alors qu’elle avait 16 ans et lui 52 ans. L'actrice dit avoir été alors sous l'emprise du cinéaste.

## Filmographie

### Cinéma

#### Films
En tant qu'assistant
- 1967 : Un homme de trop de Costa-Gavras - assistant stagiaire
- 1969 : Istanbul, mission impossible (Target Henry) de Roger Corman
- 1969 : Le Temps de vivre de Bernard Paul
- 1969 : L'Américain de Marcel Bozzuffi
- 1970 : L'Aveu de Costa-Gavras
- 1970 : Élise ou la Vraie Vie de Michel Drach
- 1970 : Un été sauvage de Marcel Camus
- 1970 : Le Mur de l'Atlantique de Marcel Camus
- 1971 : Ça n'arrive qu'aux autres de Nadine Trintignant
- 1972 : Les Deux Mémoires documentaire de Jorge Semprún
- 1973 : Défense de savoir de Nadine Trintignant - co-scénariste
- 1973 : La Duchesse d'Avila de Philippe Ducrest (TV)

En tant que réalisateur
- 1974 : France société anonyme
- 1976 : Police Python 357
- 1977 : La Menace
- 1979 : Série noire
- 1981 : Le Choix des armes
- 1984 : Fort Saganne
- 1986 : Le Môme
- 1989 : Nocturne indien
- 1991 : Tous les matins du monde
- 1995 : Le Nouveau Monde
- 1997 : Le Cousin
- 2000 : Le Prince du Pacifique
- 2002 : Stupeur et Tremblements
- 2005 : Les Mots bleus
- 2007 : Le Deuxième Souffle
- 2010 : Crime d'amour

#### Courts-métrages
- 1969 : Le jazz est-il dans Harlem ?

#### Documentaires
- 1991 : Contre l'oubli,  segment Ali Muhammad al-Qajiji, Libye
- 1992 : Patrick Dewaere de Marc Esposito (témoignage)
- 1995 : Les Enfants de Lumière de Jacques Perrin et Yves Deschamps (extraits d'archives et de films)
- 1995 : Lumière et Compagnie, réalisé avec 40 autres cinéastes

### Télévision
- 1987 : Médecins des hommes (série)
- 2006 : Alain Corneau, du noir au bleu, documentaire de Grégory Marouzé (témoignage)

## Distinctions

### Récompenses
- 1991 : prix Louis-Delluc pour Tous les matins du monde
- Césars 1992 : César du meilleur film et César du meilleur réalisateur pour Tous les matins du monde
- 2004 : prix René-Clair
- 2010 : prix Henri-Langlois

### Nominations
- Césars 1998 : César du meilleur scénario original ou adaptation pour Le Cousin

## Box-office
| Films                    | Années | France            |
| ------------------------ | ------ | ----------------- |
| France société anonyme   | 1974   | 71 243 entrées    |
| Police Python 357        | 1976   | 1 464 582 entrées |
| La Menace                | 1977   | 1 346 966 entrées |
| Série noire              | 1979   | 890 578 entrées   |
| Le Choix des armes       | 1981   | 1 787 299 entrées |
| Fort Saganne             | 1984   | 2 157 767 entrées |
| Le Môme                  | 1986   | 665 730 entrées   |
| Nocturne indien          | 1989   | 452 152 entrées   |
| Tous les matins du monde | 1991   | 2 152 966 entrées |
| Le Nouveau Monde         | 1995   | 155 103 entrées   |
| Le Cousin                | 1997   | 856 606 entrées   |
| Le Prince du Pacifique   | 2000   | 1 028 640 entrées |
| Stupeurs et Tremblements | 2002   | 416 303 entrées   |
| Les Mots bleus           | 2005   | 140 854 entrées   |
| Le Deuxième Souffle      | 2007   | 493 255 entrées   |
| Crime d'amour            | 2010   | 479 732 entrées   |